# Parastacidae
Parastacidae is een familie van kreeftachtigen uit de klasse van de Malacostraca (hogere kreeftachtigen).

## Geslachten
- Aenigmastacus Feldmann, Schweitzer & Leahy, 2011 †
- Astacoides Guérin-Méneville, 1839